# Futbol Club Barcelona Bàsquet 2017-2018
Questa voce raccoglie le informazioni riguardanti il Futbol Club Barcelona Bàsquet nelle competizioni ufficiali della stagione 2017-2018.

## Stagione
La stagione 2017-2018 del Futbol Club Barcelona Bàsquet è la 60ª nel massimo campionato spagnolo di pallacanestro, la Liga ACB.

## Roster
Aggiornato al 4 ottobre 2021.
| FC Barcelona Lassa 2017-18 | FC Barcelona Lassa 2017-18 |
| Giocatori                  | Staff tecnico              |
| -------------------------- | -------------------------- |

| N. | Naz.                                           | Ruolo | Nome                    | Anno | Alt.   | Peso   |  |
| -- | ---------------------------------------------- | ----- | ----------------------- | ---- | ------ | ------ |  |
| 1  | Francia (bandiera)                             | AC    | Kevin Séraphin          | 1989 | 208 cm | 120 kg |  |
| 2  | Stati Uniti (bandiera)                         | C     | Jalen Reynolds          | 1992 | 208 cm | 104 kg |  |
| 5  | Spagna (bandiera)                              | G     | Pau Ribas               | 1987 | 194 cm | 95 kg  |  |
| 6  | Spagna (bandiera)                              | G     | Marc Garcia             | 1996 | 196 cm | 82 kg  |  |
| 8  | Stati Uniti (bandiera)                         | P     | Phil Pressey            | 1991 | 180 cm | 79 kg  |  |
| 9  | Ungheria (bandiera)                            | GA    | Ádám Hanga              | 1989 | 200 cm | 90 kg  |  |
| 10 | Francia (bandiera)                             | G     | Edwin Jackson           | 1989 | 190 cm | 91 kg  |  |
| 11 | Spagna (bandiera)                              | G     | Juan Carlos Navarro (C) | 1980 | 192 cm | 82 kg  |  |
| 13 | Francia (bandiera)                             | P     | Thomas Heurtel          | 1989 | 189 cm | 88 kg  |  |
| 14 | Bulgaria (bandiera)                            | AG    | Aleksandăr Vezenkov     | 1995 | 206 cm | 102 kg |  |
| 17 | Lettonia (bandiera)                            | A     | Rodions Kurucs          | 1998 | 206 cm | 100 kg |  |
| 18 | Spagna (bandiera)                              | AG    | Pierre Oriola           | 1992 | 208 cm | 105 kg |  |
| 21 | Stati Uniti (bandiera)                         | AP    | Rakim Sanders           | 1989 | 196 cm | 106 kg |  |
| 25 | Finlandia (bandiera)                           | G     | Petteri Koponen         | 1988 | 194 cm | 88 kg  |  |
| 30 | Spagna (bandiera)                              | AG    | Víctor Claver           | 1988 | 208 cm | 107 kg |  |
| 31 | Spagna (bandiera)                              | G     | Aleix Font              | 1998 | 194 cm | 85 kg  |  |
| 32 | Senegal (bandiera) · Spagna (bandiera)         | C     | Atoumane Diagne         | 1998 | 215 cm | 104 kg |  |
| 33 | Spagna (bandiera)                              | A     | Sergi Martínez          | 1999 | 202 cm | 90 kg  |  |
| 44 | Croazia (bandiera)                             | C     | Ante Tomić              | 1987 | 217 cm | 119 kg |  |
| 45 | Francia (bandiera)                             | AG    | Adrien Moerman          | 1988 | 203 cm | 102 kg |  |
| -  | Spagna (bandiera)                              | P     | Pol Figueras            | 1998 | 185 cm | 80 kg  |  |
| -  | Stati Uniti (bandiera) · Montenegro (bandiera) | P     | Tyrese Rice (IN)        | 1987 | 185 cm | 86 kg  |  |

| Allenatore |
| - Sito Alonso (fino al 5 febbraio) - Svetislav Pešić (dal 9 febbraio)                                                                                  |
| Assistente/i |
| - David García - Óscar Lata (fino al 5 febbraio) - Óscar Orellana - Ricard Casas (dal 9 febbraio) Legenda - (C) Capitano - (IN) Inattivo - Infortunato |

## Mercato

### Sessione estiva
| Acquisti | Acquisti        | Acquisti       | Acquisti                 | Acquisti |
| R.a      | Nome            | da             | Modalità                 |          |
| -------- | --------------- | -------------- | ------------------------ | -------- |
| P        | Phil Pressey    | S.C. Warriors  | definitivo               |          |
| AG       | Adrien Moerman  | Darüşşafaka    | definitivo               |          |
| GA       | Ádám Hanga      | Saski Baskonia | definitivo               |          |
| G        | Marc García     | Real Betis     | fine prestito            |          |
| AP       | Rakim Sanders   | Olimpia Milano | definitivo               |          |
| AC       | Kevin Séraphin  | Indiana Pacers | definitivo               |          |
| AG       | Rolands Šmits   | Fuenlabrada    | definitivo               |          |
| P        | Thomas Heurtel  | Anadolu Efes   | definitivo               |          |
| AG       | Pierre Oriola   | Valencia       | definitivo (1 milione €) |          |
| P        | Ludvig Håkanson | Fuenlabrada    | fine prestito            |          |

| Cessioni | Cessioni            | Cessioni        | Cessioni       | Cessioni |
| R.       | Nome                | a               | Modalità       |          |
| -------- | ------------------- | --------------- | -------------- | -------- |
| AP       | Marcus Eriksson     | Gran Canaria    | fine contratto |          |
| G        | Brad Oleson         | Murcia          | fine contratto |          |
| P        | Xavier Munford      | Milwaukee Bucks | fine contratto |          |
| AP       | Stratos Perperoglou | H. Gerusalemme  | fine contratto |          |
| P        | Alex Renfroe        | Galatasaray     | fine contratto |          |
| A        | Màxim Esteban       | Barcellona B    | fine contratto |          |
| C        | Moussa Diagne       | Andorra         | prestito       |          |
| AG       | Justin Doellman     | Free agent      | rescissione    |          |
| PG       | Stefan Peno         | Alba Berlino    | fine contratto |          |
| AG       | Rolands Šmits       | Fuenlabrada     | prestito       |          |
| P        | Ludvig Håkanson     | Estudiantes     | rescissione    |          |

### Dopo l'inizio della stagione
| Acquisti | Acquisti       | Acquisti       | Acquisti        | Acquisti   |
| R.       | Nome           | da             | Data            | Modalità   |
| -------- | -------------- | -------------- | --------------- | ---------- |
| G        | Edwin Jackson  | Free agent     | 29 gennaio 2018 | definitivo |
| C        | Jalen Reynolds | Pall. Reggiana | 15 maggio 2018  | definitivo |

| Cessioni | Cessioni    | Cessioni          | Cessioni        | Cessioni    |
| R.       | Nome        | a                 | Data            | Modalità    |
| -------- | ----------- | ----------------- | --------------- | ----------- |
| P        | Tyrese Rice | Shenzhen Leopards | 15 gennaio 2018 | rescissione |